# Rijksheerlijkheid Eglingen
Eglingen was een tot de Zwabische Kreits behorende rijksheerlijkheid binnen het Heilige Roomse Rijk.
Eglingen is gelegen in de gemeente Dischingen bij Heidenheim an der Brenz in de Duitse deelstaat Baden-Württemberg.
De kleine heerlijkheid kwam in 1530 in het bezit van de vrijheren van Grafeneck, die na 1664 de graventitel voeren. In 1615 slaagden zij erin de heerlijkheid los te maken uit het vorstendom Palts-Neuburg, zodat ze toen rijksonmiddellijk werd.
De laatste graaf van Hoheneck verkocht de heerlijkheid op 19 augustus 1723 aan de vorst van Thurn und Taxis.
Artikel 24 van de Rijnbondakte van 12 juli 1806 stelde de bezittingen van de vorst van Thurn und Taxis ten noorden van het vorstendom Palts-Neuburg onder de soevereiniteit van het nieuwe koninkrijk Beieren. Dit gold dus ook voor Eglingen.
Bij het grensverdrag dat op 18 mei 1810 te Parijs werd gesloten, stond het koninkrijk Beieren Eglingen af aan het koninkrijk Württemberg.